# Palmelli
Palmelli was een merk van motorfietsen in Londen.
Engels bedrijf van Chris Palmer en Steve Elliott, dat vanaf 1997 replica’s bouwde van de Laverda 750 SFC, de 1000 Jota en een "nieuw" model, de 878 SFC.
Het bedrijf bestond tot 1 juli 2003.